# Simon Posthuma
Simon Douwe Posthuma (Zaandam, 1 februari 1939 – Amsterdam, 28 februari 2020) was een Nederlands ontwerper, muzikant en kunstenaar, die onder andere samenwerkte met The Beatles en The Hollies.

## Biografie

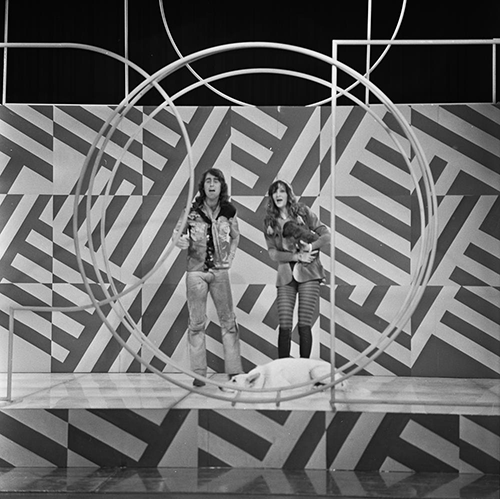
Seemon & Marijke (1972)

Posthuma werd geboren in Zaandam. Nadat hij een neef had geholpen met het maken van een schilderij voor in de kerk, wilde hij schilder worden. Hij liet zich afkeuren voor militaire dienst en trok naar Amsterdam, waar hij een pand betrok aan de Zeedijk. Hij maakte in die tijd deel uit van de kunstenaarsscene van het Leidseplein. In 1964 ontmoette hij daar Marijke Koger. Met haar begon hij een reis door Europa, die in 1966 eindigde in Londen. Daar ontmoette het duo The Beatles en werden ze gevraagd de kleding en entourage te ontwerpen voor het nummer All You Need Is Love, dat in 1967 rechtstreeks werd uitgezonden.
Samen met Josje Leeger en Barry Finch richtten Posthuma en Koger in 1967 het kunstenaarscollectief The Fool op. Hoewel Posthuma bekendstond als rustige jongen, experimenteerde hij in deze tijd wel met lsd. Posthuma ontwierp met Koger een hoes voor Sgt. Pepper's Lonely Hearts Club Band, die uiteindelijk echter werd afgekeurd en vervangen door de beroemd geworden collagefoto. Op de eerste uitgave van de plaat is het ontwerp van Posthuma en Koger wel op de binnenhoes te zien. Hierna beschilderden ze de gevel van de Apple Boutique in Baker Street. Vervolgens vertrok The Fool naar New York, waar ze onder andere een album opnamen met Graham Nash als producer. Later namen Posthuma en Koger samen onder de naam Seemon & Marijke nog een lp op. De single I saw you, die werd geproduceerd door Booker T. Jones, bereikte in 1972 de tweede plaats van de Nederlandse Top 40.
In 1978 ging het collectief The Fool uiteen en keerde Posthuma met heimwee terug naar Nederland. Hier pakte hij zijn beroep als kunstschilder weer op.
In 2008 publiceerde Posthuma zijn memoires onder de titel A fool such as I - de lotgevallen van Simon Posthuma. Het boek werd medegeschreven door Telegraafjournalist Joost Goosen. In 2012 ging de documentaire Whatever Forever in première op het IDFA, dat een dubbelportret was van Posthuma en zijn zoon, singer-songwriter Douwe Bob.

## Persoonlijk
Posthuma is de vader van kunstenares Roselie Posthuma (1961) en zanger Douwe Bob Posthuma (1992). Posthuma was in de jaren '70 getrouwd met Marijke Koger. In de jaren '80 trouwde hij met de danseres Ellen Benard, met wie hij Douwe Bob kreeg. Halverwege de jaren '90 scheidden zij.
De kunstenaar leed aan het syndroom van Korsakov. In 2015 werd hij opgenomen in een verzorgingshuis. Hij overleed in 2020 op 81-jarige leeftijd.

## Discografie

### MetThe Fool
- The Fool (Mercury Records, 1968)[7]

### Met Seemon & Marijke
- The Son of America (A&M Records, 1971)[8]